# Truckee (Kalifornija)
Truckee je gradić u američkoj saveznoj državi Kalifornija. Prema popisu stanovništva iz 2010. u njemu je živjelo 16.180 stanovnika.